# HD 183263 b
HD 183263 b es un planeta extrasolar que orbita la estrella HD 183263. Este planeta tiene una masa mínima de 3,69 veces más que Júpiter y tarda 1,7364 años para órbitar su estrella. El planeta fue descubierto el 25 de enero de 2005 utilizando varias mediciones Doppler de cinco estrellas cercanas FGK de secuencia principal y subgigantes obtenidos durante los últimos 4-6 años en el Observatorio Keck en Mauna Kea, Hawái. Estas estrellas, a saber, HD 183263, HD 117207, HD 188015, HD 45350, y HD 99492, todas exhiben variaciones de exposición coherente con sus desplazamientos Doppler consistentes con un planeta en movimiento Keplerianos y los resultados fueron publicados en un artículo de Geoffrey Marcy et al. Observaciones fotométricas fueron adquiridas para cuatro de las cinco estrellas de huésped con un telescopio automático en el Observatorio Fairborn . La ausencia de variaciones de brillo en fase con las velocidades radiales apoya el movimiento planetario-como reflejo de la causa de las variaciones de la velocidad.